# Lill-Holmtjärnen (Hällesjö socken, Jämtland)
Lill-Holmtjärnen är en sjö i Bräcke kommun i Jämtland och ingår i Ljungans huvudavrinningsområde.